# Ayuntamiento de Madrid
Ayuntamiento de Madrid är det organ som ansvarar för ledning och administrationen av kommunen Madrid, Spanien. Det leds av Madrids alcalde (borgmästare); sedan 2019 José Luis Martínez-Almeida, PP.

## Huvudkontor
Huvudkontoret har varit i Palacio de Cibeles sedan den 5 november 2007, även om endast borgmästarens kontor och dennes team av rådgivare, vice borgmästarens kontor och kommunikationskontoret flyttade.
De olika kommittéerna, såsom de för stadsutveckling och kommunens arbeten och anläggningar samt vice borgmästarens kansli, befinner sig på Calle Major, 71 .